# Floren legnicki

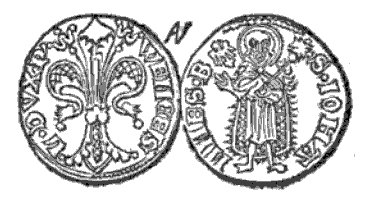
Floren legnicki ze strony tytułowej Numismatique du moyen-âge Joachima Lelewela

Floren legnicki – złota moneta emitowana w II poł. XIV wieku w Legnicy, prawdopodobnie od 1345, z polecenia księcia Wacława I.
Wybijano ją z kruszcu uzyskiwanego w książęcych mikołajowickich i złotoryjskich kopalniach złota. Wyglądem, legendą i wagą legnickie monety nie odbiegały od wzoru florena przyjętego na zachodzie Europy.